# Friedrich Wilhelm Nohe
Friedrich Wilhelm Nohe (* 10. April 1864; † 13. Oktober 1940) war ein deutscher Lehrer, Fußballspieler und Fußballfunktionär. Von 1904 bis 1905 war er der zweite 1. Vorsitzende des Deutschen Fußball-Bundes.
Nohe lernte den Fußball als Lehrer der modernen Sprachen an einer Militärschule in London kennen. Als er 1896 nach Karlsruhe übersiedelte, war er bereits fünf Jahre als Spieler aktiv gewesen. In der badischen Residenzstadt schloss er sich dem Karlsruher FV an, und bereits im Oktober 1896 wurde er zu dessen Vorsitzenden gewählt. Ein Jahr später war er als Vertreter des Vereins an der Gründung des Verbands Süddeutscher Fußball-Vereine beteiligt, einen Zusammenschluss von acht damals in Süddeutschland maßgeblichen Vereinen. Auf dem ersten süddeutschen Fußballtag zu Ostern 1898 wurde Nohe zum 1. Vorsitzenden des Verbandes gewählt. Diese Funktion übte er bis 1907 aus, in seiner fast zehnjährigen Amtszeit wuchs der Verband auf fast 200 Vereine mit 10.000 Mitgliedern an.
Neben seinem Amt als Vorsitzender des VSFV war Nohe vom 22. Mai 1904 bis zum 21. Mai 1905 auch Vorsitzender des Deutschen Fußball-Bundes. Nach dem Beitritt zur FIFA hatte der Prager Vertreter Ferdinand Hueppe aus dem Verband austreten müssen. Nohe sah sich aber außerstande, beide Ämter gleichzeitig auszuüben, und lehnte daher seine geplante Wiederwahl ab.